# Cornell Capa
Cornell Capa (nacido como Kornél Friedmann; Budapest; 10 de abril de 1918 - Nueva York; 23 de mayo de 2008) fue un fotógrafo estadounidense de procedencia húngara, miembro de la Agencia Magnum y hermano del también fotógrafo Robert Capa (Endre Friedmann).

## Biografía
Nacido en Budapest, Hungría, Capa se trasladó a París cuando tenía dieciocho años para trabajar con su hermano, Robert Capa. En 1937 se marchó a Nueva York, donde se incorporó al equipo de trabajo del laboratorio fotográfico de la Revista Life. Tras servir en la Fuerza Aérea de los Estados Unidos, se convirtió en fotógrafo de Life en 1946. Entre los muchos trabajos que sirvieron de portada a la revista destacan los retratos de personalidades como Jack Paar, el pintor Grandma Moses y Clark Gable.
En 1953 visitó Venezuela para hacer un fotorreportaje de Caracas. En este viaje tuvo la oportunidad de fotografiar al artista Armando Reverón. 
Cuando en 1954 su hermano Robert murió a causa de una mina mientras cubría los inicios de la guerra de Vietnam, Cornell se integró en la Agencia Magnum, de la cual su hermano había sido cofundador. Desde Magnum destacaron sus trabajos en destinos tan dispares como la Unión Soviética, la selva amazónica o en la guerra de los Seis Días, en esta última como fotógrafo de guerra.
En 1956 viajó hasta la amazonia ecuatoriana, en donde reportó la muerte de unos misioneros estadounidenses a manos de un grupo de indígenas aucas. Sus fotografías fueron publicadas por la revista Life.
Al inicio de 1967, Cornell montó una serie de trabajos junto a un libro titulado The Concerned Photographer (El fotógrafo inquieto), que tuvo muy buena acogida y fue su primera exposición pública. Del resto de su obra destaca la serie JFK for President que tomó para la revista Life en la campaña de John Fitzgerald Kennedy a la Presidencia  de los Estados Unidos en 1960. Sobre la misma temática publicó, junto a otros autores de la Agencia Magnum como Henri Cartier-Bresson y Elliott Erwitt, un libro sobre los primeros 100 días del Presidente Kennedy. Fue director del Centro Internacional de Fotografía de Nueva York.
Al mismo tiempo, dedicó una parte importante de su trabajo a difundir la obra de su hermano Robert Capa (véase La valija mexicana), en especial frente a las acusaciones sobre montajes o falsificaciones en imágenes como la del miliciano que cae abatido durante la guerra civil española y sobre la que Cornell demostró, con datos, que se trataba de una imagen legítima, ofreciendo el nombre del soldado y la fecha de la muerte.

## Fallecimiento
Capa falleció en Nueva York el 23 de mayo de 2008, a los 90 años de edad.